# Gumefens
Gumefens (toponimo francese) è una frazione di 669 abitanti del comune svizzero di Pont-en-Ogoz, nel Canton Friburgo (distretto della Gruyère).

## Storia

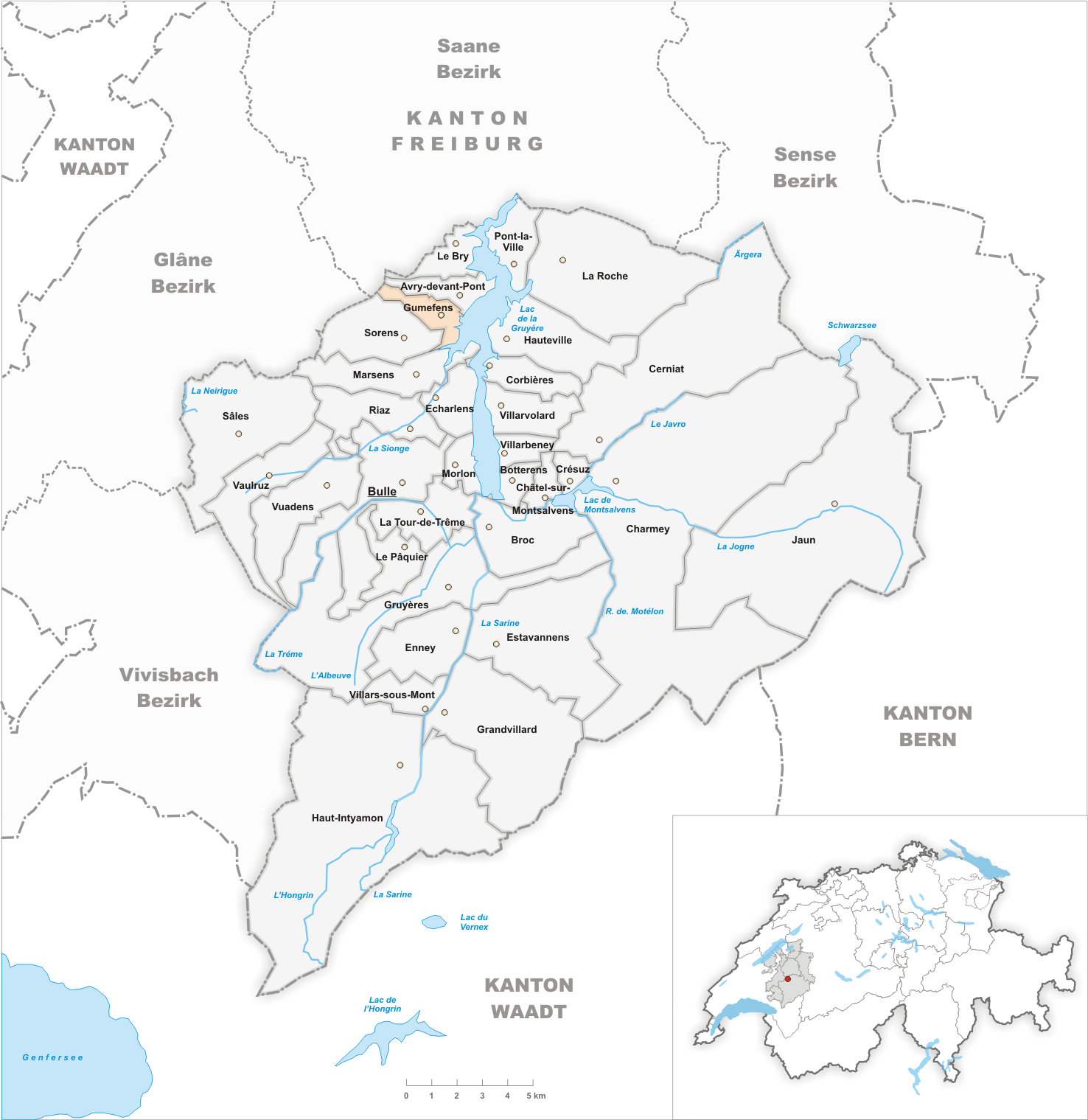
Il territorio del comune di Gumefens prima degli accorpamenti comunali del 2003

Già comune autonomo, il 1º gennaio 2003 è stato accorpato agli altri comuni soppressi di Avry-devant-Pont e Le Bry per formare il nuovo comune di Pont-en-Ogoz.

## Monumenti e luoghi d'interesse
- Cappella cattolica di San Giovanni Battista, eretta nel 1618[1].

## Società

### Evoluzione demografica
L'evoluzione demografica è riportata nella seguente tabella:
Abitanti censiti

## Amministrazione
Ogni famiglia originaria del luogo fa parte del comune patriziale che ha la responsabilità della manutenzione di ogni bene comune.